# Terra de violència
Terra de violència (títol original en anglès: The Proud Ones) és una pel·lícula estatunidenca dirigida per Robert D. Webb, estrenada el 1956. Ha estat doblada al català.

## Argument
Cap al 1870, el ferrocarril arriba per fi a Flat Rock, un poble de Kansas. El xèrif (Robert Ryan), un home honrat i valent, haurà d'enfrontar-se per segona vegada a John Barrett, un individu ambiciós i sense escrúpols que viu envoltat de tafurs i pistolers.

## Repartiment
- Robert Ryan: Marshal Cass Silver
- Virginia Mayo: Sally
- Jeffrey Hunter: Thad Anderson
- Robert Middleton: Honest John Barrett
- Walter Brennan: Jake
- Arthur O'Connell: Jim Dexter
- Ken Clark: Pike
- Rodolfo Acosta: Chico
- George Mathews: Dillon
- Edward Platt: Dr. Barlow
- Whit Bissell: M. Sam Bolton
- Jackie Coogan: No surt als crèdits
- Don Brodie: Empleat d'hotel